# أناميزو
أناميزو  هي بلدية في اليابان، وبلدة في اليابان، تقع في مقاطعة هوسو، بلغ عدد سكانها 8,286  نسمة وذلك حسب إحصائيات سنة 2018، تبلغ مساحتها 183.21 كيلومتر مربع.